# Río Huascayacu
Der Río Huascayacu ist ein etwa 73 km langer linker Nebenfluss des Río Mayo in der Provinz Moyobamba in der Region San Martín im zentralen Norden Perus.

## Flusslauf
Der Río Huascayacu entspringt im äußersten Westen der Cordillera Escalera. Das Quellgebiet liegt im Nordosten des Distrikts Moyobamba auf einer Höhe von etwa 1700 m. Der Río Huascayacu fließt anfangs 30 km nach Westen. Anschließend wendet er sich nach Südwesten. Bei Flusskilometer 30 durchschneidet er einen niedrigen Höhenkamm in westlicher Richtung. Wenig später vollführt der Fluss einen Linksbogen und erreicht eine Beckenlandschaft. Er passiert die Ortschaft Pueblo Libre und mündet nahe der Ortschaft Buenos Aires in den nach Osten strömenden Río Mayo. 

## Einzugsgebiet
Der Río Huascayacu entwässert gemeinsam mit seinen Zuflüssen den östlichsten Abschnitt der Cordillera Manseriche-Cahuapanas nach Süden sowie den äußersten Westen der Cordillera Escalera nach Westen. Das Einzugsgebiet des Río Huascayacu umfasst eine Fläche von 930 km². Es erstreckt sich über den Nordosten des Distrikts Moyobamba. In den höheren Lagen dominiert tropischer Bergregenwald. Das Einzugsgebiet grenzt im Westen an das des Río Avisado, im Norden an das des Río Cahuapanas sowie im Osten an das des Río Paranapura.